# San Lorenzo (distrito do Panamá)
San Lorenzo é um distrito da província de Chiriquí, Panamá. Possui uma área de 738,30 km² e uma população de 6.498 habitantes (censo 2000), perfazendo uma densidade demográfica de 8,80 hab./km². Sua capital é a cidade de Horconcitos.